# Zahacie (stacja kolejowa)
Zahacie (biał. Загацце, ros. Загатье) – stacja kolejowa w miejscowości Hatowszczyzna, w rejonie głębockim, w obwodzie witebskim, na Białorusi. Położona jest na linii Połock – Mołodeczno.

## Historia

### Do 1939
Stacja powstała wraz ze zbudowaną w latach 1902–1907 koleją bołogojsko–siedlecką. W dwudziestoleciu międzywojennym była polską stacją graniczną na granicy ze Związkiem Sowieckim, będąc najdalej na północ położonym polsko-radzieckim kolejowym przejściem granicznym. Po stronie sowieckiej stacją graniczną było Farynowo. Do Zahacia z Sowietów doprowadzony był tor szeroki, a do Farynowa z Polski biegł tor normalny.
Stacja znajdowała się w niedużej odległości od linii granicznej (budynek dworcowy położony był ok. 1 km od granicy). Jednocześnie była to najdalej na wschód wysunięta stacja kolejowa II Rzeczypospolitej.
Pasażerski ruch transgraniczny był prowadzony. Był jednak niewielki. Pociągi PKP wjeżdżały w głąb Sowietów do Farynowa, dla składów Kolei Radzieckich Zahacie było stacją końcową. W latach 20. rozkładowo w Zahaciu miały się zatrzymywać dwa transgraniczne pociągi tygodniowo. W praktyce ruch był nieregularny, a połączenia często odwoływano z powodu braku pasażerów. W latach 30. liczba osób chcących w Zahaciu przekroczyć granicę znacznie zmalała, spadając nawet do kilku pasażerów miesięcznie. Należy zaznaczyć, że gdy jeszcze w latach 20. istniały w okolicy drogowe przejścia graniczne, tak w latach 30. podróż koleją była jedyną możliwością legalnego przekroczenia granicy w tych okolicach. Na niewielką liczbę podróżnych, prócz powodów politycznych, wpływał także brak większych ośrodków miejskich, tak po polskiej, jak i po sowieckiej stronie granicy.
Ruch pasażerski w stronę Polski odbywał się regularnie. Zahacie posiadało połączenia m.in. z Warszawą i Wilnem. Od 1938 roku do wybuchu wojny połączenie Wilno–Zahacie obsługiwały szybkie wagony spalinowe serii SCi oraz SBCix, popularnie zwane wówczas luxtorpedami lub torpedami, chociaż składy te nie były tak luksusowe jak znane wagony spalinowe do Zakopanego.
Przez granicę głównie odbywały się transporty towarowe. W pierwszych latach po I wojnie światowej transgraniczny ruch pociągów nie był regularny. Sytuacja unormowała się w połowie lat 20. W Zahaciu odprawiano m.in. wagony ze śląskim węglem, żelazem, maszynami czy produktami metalowymi eksportowanymi do Sowietów. Ze wschodu przyjmowano w większości puste wagony. Eksport zmniejszył się w latach 30. po industrializacji ZSRR.

### Od 1939
17 września 1939 roku, po rozbiciu pobliskiej strażnicy KOP „Zahacie”, stacja znalazła się pod okupacyjnym zarządem sowieckim. W 1940 roku do Zahacia i Farynowa doprowadzano składy normalnotorowe z deportowanymi Polakami. Na tych stacjach komunistyczni funkcjonariusze przepędzali wysiedleńców do wagonów szerokotorowych, którymi osoby te jechały dalej, w głąb ZSRS. Po wojnie przyłączono te tereny do Związku Radzieckiego i stacja utraciła nadgraniczny charakter.
Z okresu polskiego do czasów współczesnych zachował się na stacji reper z wizerunkiem Godła Rzeczypospolitej Polskiej z 1919 roku. Został on zlikwidowany podczas prac remontowych w 2016 roku.